# Stielspitze

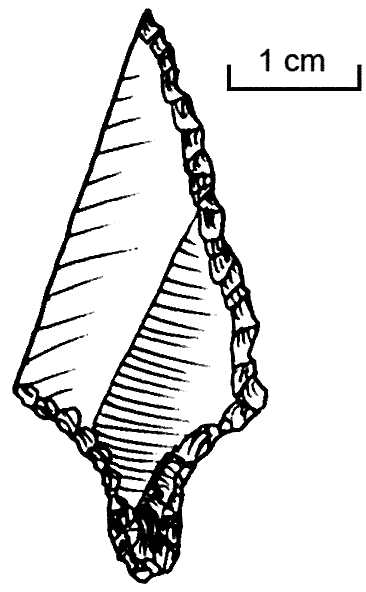
Ahrensburger Spitze

Stielspitzen sind charakteristische Steinartefakte des späten Jungpaläolithikums, die als Pfeilspitzen gedient haben. Die aus Feuerstein gefertigten Spitzen sind Leitform mehrerer späteiszeitlicher archäologischer Kulturen im nördlichen Mitteleuropa: 
- der Ahrensburger Kultur,
- der dänischen Bromme-Kultur,
- der schwedischen Fosna-Kultur,
- der norwegischen Komsa-Kultur
- und des östlichen Swiderien.[1]

Vom Fundplatz Stellmoor bei Hamburg sind mehrere komplette Pfeile überliefert, bei denen die Stielspitzen auf Pfeilschäfte aus Kiefernholz aufgesetzt waren.
Stielspitzen wurden aus Abschlägen gefertigt. Als funktionale Vorläufer der Pfeilbewehrung können Kerbspitzen der Hamburger Kultur und Federmesser der Federmesser-Gruppen angesehen werden.
Im erweiterten Sinne werden bereits Font-Rôbert-Spitzen des Gravettien als Stielspitzen bezeichnet. Diese waren jedoch größer als die spätglazialen Formen und wahrscheinlich nicht als Bogenpfeile, sondern als Projektile für Speere konzipiert. Möglicherweise wurden mit Font-Rôbert-Spitzen bestückte Speere bereits mit der Speerschleuder geworfen, wenngleich diese Waffe erst ab dem späten Solutréen mit Hakenenden archäologisch belegt ist. Die Font-Rôbert-Spitze besitzt ein breites, beidseitig retuschiertes Blatt mit einem langen, symmetrischen Mittelstiel. 
Eine eigenständige Gruppe sind die Stielspitzen des nordafrikanischen Atérien. Im Gegensatz zu den europäischen Spitzen sind diese fast ausschließlich einseitig bearbeitet, während der Stiel meist eine vollständige Retusche erhielt. Vermutlich wurden sie als Speerspitzen verwendet.